# Joan Sans i Alsina
Joan Sans i Alsina   (Calella, 7 de maig de 1920 - Granollers, 25 de gener de 2001) fou un futbolista català dels anys 1940 i 1950. Va ser un cop internacional amb la selecció espanyola.

## Trajectòria
Jugava a la posició de migcampista. Començà al Calella CF on amb 15 anys ja jugava al primer equip. Durant la guerra civil, amb 17 anys ingressà al RCD Espanyol on jugà partits de la Copa de l'Espanya Lliure, retornant al Calella un cop acabada la guerra. El 1940 fitxà pel CE Sabadell i el 1943 ingressà al FC Barcelona, club on romangué durant cinc temporades, fins al 1948. Debutà a la lliga en un Reial Madrid CF 0 - FC Barcelona 1 el dos de gener de 1944. Jugà 103 partits en total i marcà 1 gol al club. En el seu palmarès destaquen dues lligues espanyoles. El 1948 fitxà pel Club Gimnàstic de Tarragona on romangué fins al 1950, passant més tard per UE Sant Andreu i RCD Córdoba, retirant-se de l'activitat esportiva a causa de les lesions.
Fou un cop internacional amb la selecció espanyola el 2 de març de 1947 amb derrota per 3 a 2 enfront Irlanda.

## Palmarès
FC Barcelona
- Lliga d'Espanya: 2
  - 1944-45, 1947-48
- Copa d'Or Argentina: 1
  - 1944-45
- Copa Eva Duarte de Perón: 1
  - 1947-48